# Juan Manuel Santiago Montilla
Juan Manuel Santiago Montilla, né le 15 août 1935 à Pinos Puente (Grenade), est un coureur cycliste espagnol, professionnel de 1956 à 1962.

## Palmarès
- 1957
  - Grand Prix d'Andalousie
  - 3e du championnat d'Espagne de la montagne
- 1958
  - Grand Prix d'Andalousie
- 1960
  - 3e du Tour d'Andalousie

## Résultats sur les grands tours

### Tour d'Espagne
2 participations
- 1959 : abandon (7e étape)
- 1960 : 22e

### Tour d'Italie
1 participation 
- 1961 : 71e